# 神州魑魅変
『神州魑魅変』（しんしゅうすだまへん）は、谷恒生による伝記小説。

## あらすじ
元禄16年。江戸で下野国葉月藩の重臣・内藤帯刀が謀殺された。首謀者は江戸幕府の重鎮・柳沢吉保であり、その目的は葉月藩領・那須九峰に眠るとされる金の鉱脈「黄金の竜」を手に入れることであった。「黄金の竜」を手に入れるには、高天原の雲上人の血を引く帯刀の娘・織絵と交わることが必要だと知った吉保は織絵を連れ去るが、葉月藩主の弟・影七郎によって阻止される。
藩主の影としての宿命を負った影七郎は、葉月藩を守るため「黄金の竜」を探すが、吉保や、同じく「黄金の竜」を探す豪商・紀伊國屋文左衛門らの妨害を受け、再び織絵が連れ去らわれ、吉保の主君である将軍・綱吉によって「黄金の竜」の在り処が明らかになってしまい、織絵はそれを責め自害してしまった。その際、影七郎は綱吉の正体が元禄の世を滅ぼそうと目論む魔人であることを知る。
織絵を喪った影七郎は京・嵯峨ヶ原に赴き、そこで五色の女霊と交わり魑魅の力を宿し、魔人と決着を着けるため、「黄金の竜」が眠る茶臼岳に向かう。同じ頃、影七郎の身を案じる絵草子書きの寒月一凍と麻蔵、そして「黄金の竜」を狙う吉保・紀伊國屋の一団、さらに次期将軍の座を狙う徳川綱豊の家臣・間部詮房も茶臼岳に押し寄せる。

## 登場人物
葉月 影七郎（はづき かげしちろう）
葉月藩主・高晴の異母弟。幼少の頃に雲厳寺の雲海和尚に師事し自らの宿命を教えられ、天流不動剣を会得する。葉月藩を影から守っているが、普段はそれを隠すため放蕩者として振る舞っている。
魔人を倒した後、争いの種になることを危惧して「黄金の竜」を破壊し、「黄金の竜」とともに地中に眠った。
内藤 織絵（ないとう おりえ）
葉月藩江戸留守居役・内藤帯刀の娘で、影七郎の幼馴染み。母は北湯権現の高位の巫女で、高天原の雲上人の血を引いている。
綱吉に連れ去らわれ強姦され、「黄金の竜」の在り処を知られてしまい、それを責め自害する。
寒月 一凍（かんげつ いっとう）
江戸で人気の絵草子書き。元旗本で、鉄扇の使い手。影七郎の友人で、織絵を屋敷に匿うったり、影七郎を守るため柳生や夜叉衆を相手に闘う。
麻蔵（あさぞう）
寒月の仲間の忍者。寒月や影七郎のために情報収集を行ったり、柳生や夜叉衆を相手に闘う。
るり蝶（るりちょう）
浅草の芸妓。影七郎に思いを寄せており、織絵に対する嫉妬の感情を利用され、小四郎に魑魅を吸い取られる。
影七郎をおびき寄せるために利用されるが、影七郎に救い出される。
魔人（まじん）
かつて日ノ本を治めていた高天原の雲上人の怨霊。元禄の世を滅ぼし高天原の世を復活させるため、綱吉に憑り着き「黄金の竜」を探している。
茶臼岳で影七郎を追い詰めるが、織絵の魂の助力を得た影七郎に敗れ消滅する。
徳川 綱吉（とくがわ つなよし）
江戸幕府5代将軍。生類憐れみの令などの悪法を制定し暴君として恐れられているが、正体は魔人に憑り着かれた老人。
魔人の消滅後は病床に伏し、綱豊を世継ぎに指名する。
柳沢美濃守 吉保（やなぎさわみののかみ よしやす）
江戸幕府側用人。綱吉の側近として幕政を牛耳っているが、魔人には「利用価値がない」として放置されている。
権力欲が強く、綱吉の死後も幕閣に残るため「黄金の竜」を探していたが、綱吉の死後に失脚することが示唆されている。
紀伊國屋 文左衛門（きのくにや ぶんざえもん）
江戸の経済を牛耳る豪商。吉保と異なり魔人の目的を承知の上で協力し、魔人の指示で「黄金の竜」を探している。
終盤の寒月たちの会話で、綱吉の死後に失脚することが示唆されている。
柳生 幻流（やぎゅう げんりゅう）
柳生新陰流の剣客。紀伊國屋に雇われ影七郎の命を狙うが、返り討ちに遭い斬殺される。
京極 小四郎（きょうごく こしろう）
紀伊國屋に雇われている剣客。公家の出身で、公家の世を復活させるために「黄金の竜」を探しており、そのために紀伊國屋を利用している。
「黄金の竜」を奪うため魔人を殺そうとするが、返り討ちに遭い殺される。
絹夜叉（きぬやしゃ）
吉保配下・夜叉衆の首領。内藤帯刀謀殺の実行犯。那須で影七郎を襲うが、返り討ちに遭い斬殺される。
花夜叉（はなやしゃ）
絹夜叉死後の夜叉衆首領。茶臼岳で影七郎に敗れ逃げ延びるが、小四郎に魑魅を吸い取られた挙句、斬殺される。
面影太夫（おもかげだゆう）
吉原の花魁。魑魅を宿しており、「黄金の竜」の在り処を知ろうとする詮房と交わるが、小四郎に殺害される。
隆光（りゅうこう）
知足院大僧正。綱吉の側近の座を吉保と争っている。
妖術を用い織絵と交わり「黄金の竜」の在り処を探ろうとするが、駆け着けた影七郎に斬殺される。
葉月那須守 高晴（はづきなすのかみ たかはる）
葉月藩主で、影七郎の異母兄。赤穂浪士の討ち入りの際、赤穂浪士を影ながら支援している。
「黄金の竜」が魔人の手に渡るのを阻止するため、影七郎に「黄金の竜」の在り処を探らせる。
松崎 政秀（まつざき まさひで）
葉月藩江戸家老。影七郎を放蕩者と思い込んでおり、改心させるため腐心する。
大野 九郎兵衛（おおの くろうべえ）
乱菊亭の隠居。元赤穂藩士で、逐電を装い大石内蔵助を影で支援していた。
影七郎に嵯峨ヶ原の五色の魑魅と交わるよう伝える。
雲海（うんかい）
那須雲厳寺の和尚。幼少期の影七郎の教育係を務め、「影」としての宿命を教える。
佐和 瑞研（さわ ずいけん）
北湯権現の神主。影七郎に織絵の出自を伝える。「黄金の竜」の在り処を探る柳生武士団に殺害される。
間部宮内 詮房（まなべくない あきふさ）
甲府宰相・徳川綱豊の家臣。悪政を敷く綱吉の世を終わらせ綱豊を次期将軍にするため、「黄金の竜」を探している。
魔人の消滅後、綱豊の江戸城西ノ丸入城に伴い幕臣となる。
権田原 魁夜斎（ごんたわら かいやさい）
秩父の修験者。詮房に魑魅の存在を伝える。
綱吉の娘・鶴姫の呪詛を行っていたが、紀伊國屋の依頼を受けた小四郎に斬殺される。

## 書誌情報
- 谷恒生『神州魑魅変』徳間書店
  1. 黄金の竜 1987年4月発売 ISBN 978-4191534360
  2. 剣風魔魂 1987年10月発売 ISBN 978-4191535329
  3. 火竜吼ゆ 1989年1月発売 ISBN 978-4191538412

## アニメ版
1988年に全4巻のOVAとしてアニメ化されている。

### 声の出演
- 葉月影七郎 - 海津亮介
- 内藤織絵 - 高島雅羅
- 寒月一凍 - 安原義人
- 徳川綱吉（魔人）、内藤帯刀 - 玄田哲章
- 柳沢美濃守吉保[1] - 大塚明夫
- 紀伊國屋文左衛門 - 今西正男
- 柳生幻流 - 曽我部和恭
- 京極小四郎 - 三ツ矢雄二
- 麻蔵、間部宮内詮房 - 村国守平
- るり蝶 - 横尾まり
- 面影太夫 - 滝沢久美子
- 絹夜叉 - 勝生真沙子
- 花夜叉 - 麻上洋子
- 権田原魁夜斎 - 小関一
- 隆光 - 細井重之
- 葉月那須守高晴 - 納谷六朗
- 佐和瑞研 - 村山明
- 雲海和尚 - 田辺宏章
- 大野九郎兵衛 - 中庸助
- 影七郎の子供時代 - 浪川大輔
- 織絵の子供時代 - 坂本真綾
- 家中の者A、武士A - 荒川太郎
- 家中の者B、松崎政秀 - 菅原淳一
- 武士B - 鈴木勝美
- 芸者1、黄の魑魅、夜叉衆A - 江沢昌子
- 芸者2 - 内藤ひろみ
- 赤の魑魅 - 小林優子
- 青の魑魅 - 鈴木祐子

### スタッフ
- 製作 - 山下辰巳
- 企画 - 和田豊、尾形英夫
- プロデューサー - 吉田祥三、関正博
- アシスタントプロデューサー - 菊川章夫、大串京子
- 原作 - 谷恒生（トクマノベルス刊）
- 監督 - 出﨑哲
- キャラクターデザイン・レイアウト監修 - 清水恵蔵
- 美術監督 - 池信孝
- 撮影監督 - 岡崎英夫
- 音響監督 - 藤山房伸
- 色指定 - 田崎有理
- 特殊効果 - 熊井芳貴
- 効果 - 野口透
- 編集 - 井上和夫、林美都子
- 音楽プロデューサー - 神井裕行
- 音楽 - 加藤道明
- 制作 - マジックバス
- 製作 - 徳間ジャパン

### 各話リスト
| 話数   | サブタイトル | 脚本               | 絵コンテ           | 演出     | 作画監督   | VHS発売日      |
| ------ | ------------ | ------------------ | ------------------ | -------- | ---------- | -------------- |
| 巻之壱 | 黄金の竜     | 今泉俊昭、小出一巳 | 滝沢敏文、山口頼房 | 山口頼房 | 清水恵蔵   | 1988年12月10日 |
| 巻之弐 | 妖魔蠢動     | 今泉俊昭、小出一巳 | 冨永恒雄、滝沢敏文 | 山口頼房 | 小林ゆかり | 1989年2月10日  |
| 巻之参 | 剣風魔魂     | 今泉俊昭、小出一巳 | 西村純二           | 山口頼房 | 清水恵蔵   | 1989年4月10日  |
| 巻之四 | 霊峰血戦     | 今泉俊昭、小出一巳 | 西村純二           | 山口頼房 | 清水恵蔵   | 1989年6月5日   |